# 5-я Магистральная улица (Москва)
Пя́тая Магистра́льная у́лица — улица, расположенная в Северном административном округе города Москвы на территории Хорошёвского района.

## История
Улица получила своё название 6 июля 1957 года как часть системы транспортных магистралей между многочисленными промышленными предприятиями, сосредоточенными на стыке Хорошёвского и Пресненского районов.

## Расположение
5-я Магистральная улица, являясь продолжением 2-го Магистрального тупика, проходит от 1-й Магистральной улицы на северо-восток, с запада к ней примыкает Магистральный переулок, далее с востока — 2-й Хорошёвский проезд, 5-я Магистральная улица проходит далее до Хорошёвского шоссе. Сквозной проезд по участку между 2-м Хорошёвским проездом и Хорошёвским шоссе ранее был невозможен из-за пересекавших 5-ю Магистральную улицу подъездных путей (данный факт вошёл в число «дорожных парадоксов» Московского центра борьбы с пробками, с которым заместитель мэра Москвы П. П. Бирюков обещал разобраться до 1 августа 2012 года). По состоянию на январь 2014 года по улице имеется сквозной проезд. На южном участке 5-й Магистральной улицы между 1-й Магистральной улицей и Магистральным переулком расположен действующий железнодорожный переезд (подъездной путь к Московскому мельничному комбинату № 3). Нумерация домов начинается от 1-й Магистральной улицы.
- 5-я Магистральная улица вблизи Магистрального переулка (вид от 1-й Магистральной улицы в сторону 2-го Хорошёвского проезда и Хорошёвского шоссе).
- Железнодорожный переезд на южном участке 5-й Магистральной улицы (подъездной путь к Московскому мельничному комбинату № 3).
- 5-я Магистральная улица (вид от 2-го Хорошёвского проезда в сторону Хорошёвского шоссе): ремонтные работы в сентябре 2012 года.
- Остатки железнодорожного переезда, ранее мешавшего сквозному проезду по участку 5-й Магистральной улицы от 2-го Хорошёвского проезда до Хорошёвского шоссе.
- 5-я Магистральная улица (вид от 2-го Хорошёвского проезда в сторону Хорошёвского шоссе).
- 5-я Магистральная улица (вид от Хорошёвского шоссе в сторону 2-го Хорошёвского проезда).

## Примечательные здания и сооружения
По нечётной стороне:
- Дом № 5 — федеральное государственное бюджетное образовательное учреждение дополнительного профессионального образования «Академия переподготовки работников искусства, культуры и туризма»

По чётной стороне:

## Транспорт

### Автобус
- 27: от Магистрального переулка до 2-го Хорошёвского проезда и обратно.

### Метро
- Станция метро «Беговая» Таганско-Краснопресненской линии — восточнее улицы, в начале Хорошёвского шоссе.
- Станция метро «Полежаевская» Таганско-Краснопресненской линии — северо-западнее улицы, на Хорошёвском шоссе.